# Gelis intermedius
Gelis intermedius là một loài tò vò trong họ Ichneumonidae.